# Лупья (Вятское сельское поселение)
Лупья — деревня в Омутнинском районе Кировской области. Входит в Вятское сельское поселение.

## География
Находится на расстоянии примерно 29 километров по прямой на восток-северо-восток от районного центра города Омутнинск.

## История
Починок Лупьинский образован, по одной версии, в 1873—1891 годы, выходцами из починка Крестовского. По другой версии в 1820-е годы Гущиными. Название — от имени одноимённой речки, протекающей посреди деревни. В 1891 году учтено 13 дворов и 91 житель, в 1926 году 96 жителей. В марте 1929 г. образован колхоз «Красная заря», в который эта деревня и вошла единственной. К 1936 г. 35 дворов и 120 постоянных жителей. С середины 1930-х — начальная школа. В 1937 году в Лупье проживало 182 жителя в 34 дворах.

## Население
Постоянное население составляло 37 человек (русские 100 %) в 2002 году, 13 — в 2010.